# Arnold à la conquête de l'Ouest
Pour plus de détails, voir Fiche technique et Distribution.
Arnold à  la Conquête de l'Ouest (How Arnold Won the West) est un documentaire français réalisé par Alex Cooke, sorti en 2004. Il revient sur la parcours d'Arnold Schwarzenegger

## Fiche technique
- Titre : Arnold à  la Conquête de l'Ouest
- Titre original : How Arnold Won the West
- Réalisation : Alex Cooke
- Musique : Julian Cox
- Montage : Pierre Haberer et James Marshall
- Société de production : Article Z et Mentorn
- Société de distribution : Les Films du Safran (France)
- Pays :  France et  Royaume-Uni
- Genre : documentaire
- Durée : 80 minutes
- Dates de sortie : 
  -  Autriche : 3 décembre 2004
  -  France : 16 février 2005